# Beach volley ai XVI Giochi dei piccoli stati d'Europa
Le competizioni di beach volley ai XVII Giochi dei piccoli stati d'Europa si sono svolte dal 2 al 6 giugno 2015.

## Podi
| Evento           | Oro     | Argento       | Bronzo |
| Torneo maschile  | Andorra | Liechtenstein | Cipro  |
| Torneo femminile | Islanda | Liechtenstein | Monaco |